# NGC 6360
NGC 6360 is een open sterrenhoop in het sterrenbeeld Slangendrager. Het hemelobject werd op 3 augustus 1834 ontdekt door de Britse astronoom John Herschel.

## Synoniemen
- ESO 454-**20